# Křížovská Lhota
Křížovská Lhota je osada, součást obce Pravonín v okrese Benešov. Nachází se v Vlašimské pahorkatině na potoku Brodec, na úbočí Velkého Blaníku, v katastrálním území Křížov pod Blaníkem. Na protějším břehu Brodce leží Křížov, se kterým je Křížovská Lhota spojena pozemní komunikací.
V osadě se nachází chráněný dub letní pod názvem Dub letní v Křížovské Lhotě.